# إيشيجي أوتاني
إيشيجي أوتاني، لاعب كرة قدم ياباني، من مواليد 31 غشت 1912 بمدينة هيوغو، وتوفي في 23 نوفمبر 2007. لعب إيشيجي أوتاني في صفوف منتخب اليابان لكرة القدم 3 مبارايات سجل خلالها هدفا واحدا.

## روابط خارجية
- إيشيجي أوتاني على موقع ناشيونال فوتبول تيمز (الإنجليزية)